# Мирский сельсовет
Ми́рский сельсовет (бел. Мірскі сельсавет) — административная единица на территории Кореличского района Гродненской области Беларуси. Административный центр — городской посёлок Мир.

## История
В 2008 году уточнены наименования сельских населённых пунктов Кореличского района — Большая Медвядка, Любно, Озерско.
29 ноября 2011 года упразднена деревня Застенки. 
26 декабря 2013 года Мирский поссовет преобразован в Мирский сельсовет.

## Состав
Мирский сельсовет включает 17 населённых пунктов:
- Бербаши — деревня.
- Бережно — деревня.
- Большая Медвядка — деревня.
- Великое Село — деревня.
- Горячки — деревня.
- Криничное — деревня.
- Лужа — деревня.
- Любно — деревня.
- Малая Медвядка — деревня.
- Миранка — деревня.
- Мир — городской посёлок
- Озерско — деревня.
- Оюцевичи — агрогородок.
- Прилуки — деревня.
- Симаково — деревня.
- Студёнка — деревня.
- Хлюпичи — деревня.

## Достопримечательность
- Мирский замок в г. п. Мир